# Muntjac de Gongshan
El muntjac de Gongshan (Muntiacus gongshanensis) fou recentment identificat pels científics xinesos com a nova espècie de muntjac, un tipus de cérvol, Que viu a les muntanyes de Gongshan al sud-oest de Yunnan, al sud-est del Tibet i al nord de Myanmar. Estudis genètics molt recents, demostren que està molt estretament relacionat amb el muntjac negre, possiblement prou a prop per a ser considerat de la mateixa espècie, malgrat la diferent coloració de pelatge entre aquestes dues espècies.
La major amenaça que pateix és la caça furtiva.